# Пурково (Ивановская область)
Пурково — деревня в Лухском районе Ивановской области. Входит в состав Тимирязевского сельского поселения.

## География
Находится в восточной части Ивановской области на расстоянии приблизительно 5 км на север по прямой от районного центра поселка Лух на правом берегу реки Лух.

## История
В 1872 году здесь (тогда Юрьевецкий уезд Костромской губернии) было учтено 27 дворов, в 1907 году — 40.

## Население
Постоянное население составляло 155 человек (1872 год), 195 (1897), 195(1907), 3 в 2002 году (русские 100 %), 0 в 2010.